# Piantedo

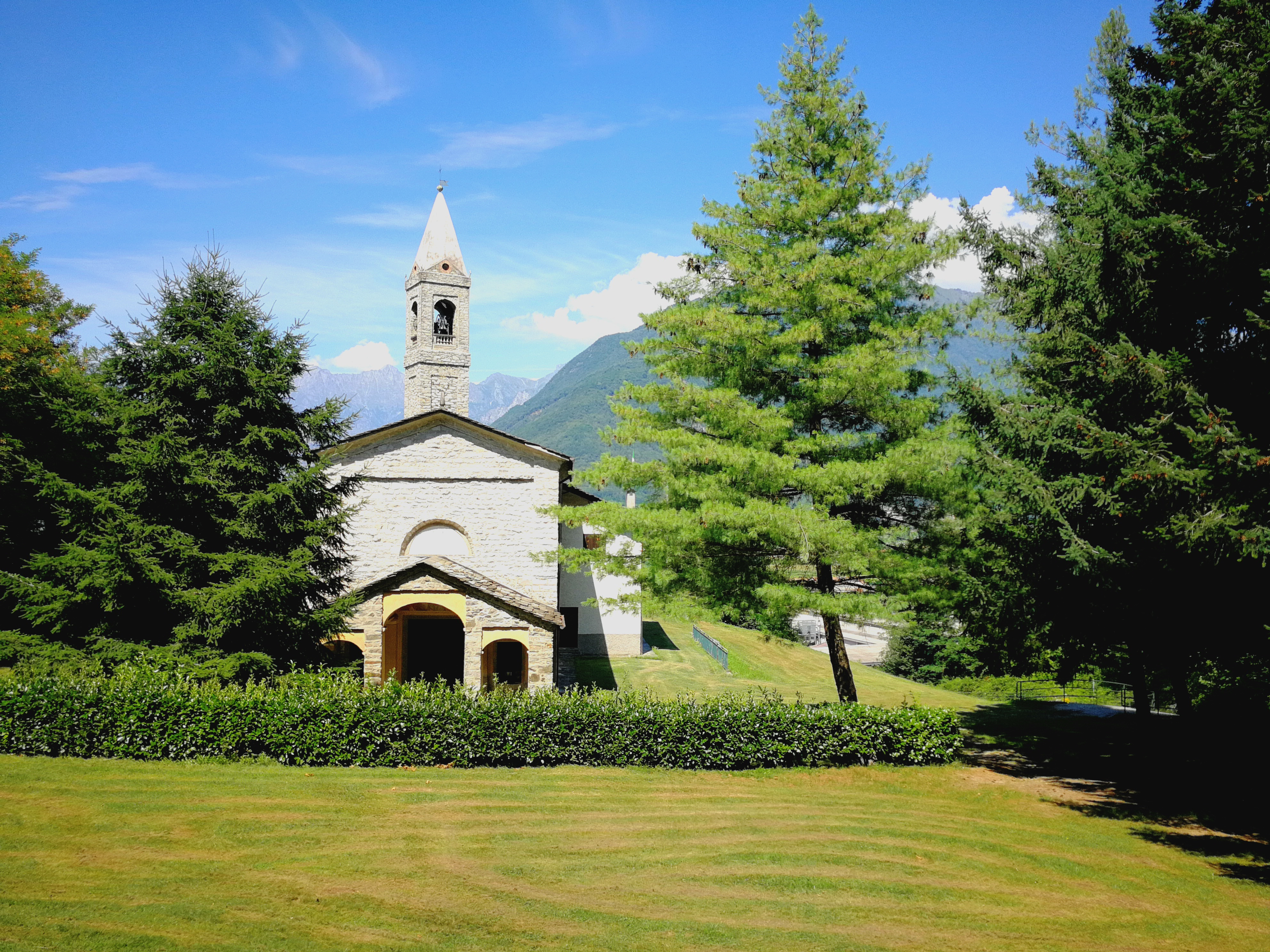
Kirche Madonna di Valpozzo

Piantedo ist eine norditalienische Gemeinde (comune) in der Provinz Sondrio in der Lombardei. 

## Lage und Einwohner
Die Gemeinde liegt etwa 33 Kilometer westlich von der Provinzhauptstadt Sondrio und grenzt unmittelbar an die Provinz Lecco. Sie umfasst die Fraktion Scese und hat1424 Einwohnern (Stand 31. Dezember 2024).
Die Nachbargemeinden sind Colico (LC), Delebio, Dubino, Gera Lario (CO) und Pagnona (LC).

## Verkehr
Durch die Gemeinde führt die Strada Statale 38 dello Stelvio von hier nach Bozen.

## Sehenswürdigkeiten
- Pfarrkirche Santa Maria Nascente
- Oratorium Madonna di Valpozzo.